# Mont Gelbison
Le mont Gelbison, en italien Monte Gelbison, est une montagne de la Campanie, en Italie. Situé dans la province de Salerne, il appartient à la chaîne des Apennins et culmine à 1 705 mètres d'altitude.
Il fait partie du parc national du Cilento et du Val de Diano.